# ليف غاريت
ليف غاريت (بالإنجليزية: Leif Garrett)‏ هو مغني وعارض وممثل أمريكي، ولد في 8 نوفمبر 1961 بهوليوود في الولايات المتحدة.

## وصلات خارجية
- ليف غاريت على موقع IMDb (الإنجليزية)
- ليف غاريت على موقع ألو سيني (الفرنسية)
- ليف غاريت على موقع ميوزك برينز (الإنجليزية)
- ليف غاريت على موقع أول موفي (الإنجليزية)
- ليف غاريت على موقع قاعدة بيانات الأفلام السويدية (السويدية)
- ليف غاريت على موقع إن إن دي بي (الإنجليزية)
- ليف غاريت على موقع أول ميوزيك (الإنجليزية)
- ليف غاريت على موقع ديسكوغز (الإنجليزية)
- ليف غاريت على موقع قاعدة بيانات الفيلم (الإنجليزية)
- ليف غاريت على موقع كينوبويسك (الروسية)